# Galactomannaan
Galactomannanen zijn zetmeel-achtige polysachariden en bestaan uit vertakte koolhydraatketens. De hoofdketen bestaat uit mannose met een galactose-molecuul.

## Structuur
De hoofdketen van het polysacharide bestaat uit D-mannose-eenheden, die analoog aan amylose een helicale schroefstructuur vormen. De monomeren zijn alleen met een β-1,4-glycosidisch met elkaar verbonden. Op onregelmatige afstanden zitten zijketens die uit afzonderlijke galactose-moleculen bestaan; deze zijn α-6,1-glycosidisch aan de mannose gebonden zijn.

## Voorkomen en gebruik
Het hoofdbestanddeel van de guarboon (Cyamopsis tetragonolobus), waaruit het verdikkingsmiddel guargom gewonnen wordt is een galactomannaan. Ook Johannesbroodpitmeel gemaakt van de zaden van de johannesbroodboom Ceratonia siliqua bevat het galactomannaan Carubin.
De konjak Amorphophallus konjac levert het levensmiddelen additief Konjak (E425).
Een galactomannaan komt ook voor in de celwand van Aspergillus en is in het bloed van patiënten met invasieve Aspergillose aantoonbaar met behulp van een ELISAtest.